# Mogilno (stacja kolejowa)
Mogilno – węzłowa stacja kolejowa w Mogilnie, w województwie kujawsko-pomorskim, w Polsce. Według klasyfikacji PKP ma kategorię dworca lokalnego.

## Ruch pasażerski
| Rok  | Wymiana pasażerska na dobę |
| ---- | -------------------------- |
| 2017 | 1 300                      |
| 2022 | 1400                       |

## Dane ogólne
Dworzec znajduje się w centrum miasta, przy ul. Dworcowej. Do budynku są dwa wejścia: od strony peronów i od strony miasta. W środku znajdują się kasy biletowe i informacja. Do dyspozycji podróżnych jest poczekalnia. Przy budynku znajdują się 3 perony. Przez stację przechodzą 3 linie kolejowe z czego 2 są nadal używane. W eksploatacji są linie: 353: Poznań Wsch. – Skandawa i 239: Mogilno – Orchowo. Lokomotywownia jest dalej używana przez lokomotywy manewrowe i drezyny. Codziennie bieg rozpoczyna tu i kończy kilka pociągów REGIO, m.in.: Mogilno-Poznań GŁ., Mogilno-Bydgoszcz Gł. oraz Mogilno-Toruń Gł. Znajdują się tu nastawnie MG1, MG2 i SKP Mogilno. Dworzec powstał w 1871 roku.  
W 2020 ogłoszono przetarg na remont budynku dworca, zakładający przebudowę wnętrz (m.in. przebudowę lokali mieszkalnych na dom dziennego pobytu seniorów), odtworzenie antresoli zewnętrznej, likwidację schodów wejściowych oraz budynku toalet. Planowane jest powstanie wiaty rowerowej oraz nowych miejsc postojowych. Wartość zamówienia określono na 8,872 mln zł, a na realizację przeznaczono 448 dni. Pod koniec października 2020 PKP podpisały z przedsiębiorstwem KWK Construction umowę na remont dworca.